# Телешть (комуна)
Телешть, Телешті (рум. Telești) — комуна у повіті Горж в Румунії. До складу комуни входять такі села (дані про населення за 2002 рік):
- Будухала (797 осіб)
- Телешть (1235 осіб)
- Шоменешть (747 осіб)

Комуна розташована на відстані 246 км на захід від Бухареста, 15 км на захід від Тиргу-Жіу, 94 км на північний захід від Крайови.

## Населення
За даними перепису населення 2002 року у комуні проживали 2779 осіб. Усі жителі комуни рідною мовою назвали румунську.
Національний склад населення комуни:
| Національність | Кількість осіб | Відсоток |
| -------------- | -------------- | -------- |
| румуни         | 2774           | 99,8%    |
| цигани         | 4              | 0,1%     |
| угорці         | 1              | < 0,1%   |

Склад населення комуни за віросповіданням:
| Релігія       | Кількість осіб | Відсоток |
| ------------- | -------------- | -------- |
| православні   | 2741           | 98,6%    |
| п'ятдесятники | 20             | 0,7%     |
| адвентисти    | 13             | 0,5%     |
| баптисти      | 5              | 0,2%     |